# Kocenove, Troițke
Kocenove (în ucraineană Коченове) este un sat în comuna Iamî din raionul Troițke, regiunea Luhansk, Ucraina.

## Demografie
Componența lingvistică a localității Kocenove
     Rusă (91,73%)
     Ucraineană (6,77%)
Conform recensământului din 2001, majoritatea populației localității Kocenove era vorbitoare de rusă (91,73%), existând în minoritate și vorbitori de ucraineană (6,77%) și armeană (1,5%).